# Андрущенко Микола Анатолійович
Мико́ла Анато́лійович Андру́щенко (нар. 28 квітня 1984, Цілинне, Джанкойський район, Кримська область, УРСР — пом. 18 червня 2016, Бахмутський район, Донецька область) — український розвідник, старший солдат Збройних сил України. Загинув за Батьківщину під час російсько-української війни. Позивний «Крим».

## Життєпис
Микола Андрущенко народився у північному Криму, в селі Цілинне Джанкойського району. Мешкав у місті Джанкой.
2014 року, під час російської збройної агресії проти України, пішов добровольцем до українського війська. Старший розвідник роти глибинної розвідки 74-го окремого розвідувального батальйону. В грудні 2014 року був нагороджений орденом «За мужність».
Загинув 18 червня 2016 року, після 22 години, внаслідок підриву на протипіхотній стрибучій міни з «розтяжкою». Рота глибинної розвідки щойно встановила апаратуру для прослуховування і рушила вздовж лінії розмежування. Командир роти майор Сергій Лобов зупинив основну групу і з двома солдатами пройшов ще 50 метрів. Тоді хлопці й натрапили на «розтяжку». Старший розвідник Андрущенко йшов першим, і почувши, як спрацювала міна, крикнув товаришам. Він ще зробив крок їй назустріч, щоб своїм тілом прикрити побратимів. Командир роти був поранений у голову, солдат Бумагін дістав поранення рук та ніг. Коли основна розвідгрупа прибігла на звуки вибуху, всі троє були при тямі. Микола Андрущенко просив побратимів полишити його і рятувати решту, він загинув першим. Командувач роти Сергій Лобов помер під час транспортування до шпиталю.
Поховали кримчанина Миколу Андрущенка на Краснопільському кладовищі міста Дніпро. У нього залишився син.

## Нагороди
За особисту мужність і героїзм, виявлені у захисті державного суверенітету та територіальної цілісності України, вірність військовій присязі нагороджений
- орденом «За мужність» III ступеня (4.12.2014)

За особисту мужність і високий професіоналізм, виявлені у захисті державного суверенітету та територіальної цілісності України, вірність військовій присязі нагороджений
- орденом «За мужність» II ступеня (23.07.2016, посмертно)